# 캐논 EOS 650D
캐논 EOS 650D(Canon EOS 650D)는 캐논이 2012년 6월에 발표한 보급형 디지털 일안 반사식 카메라이며, 캐논 EOS 600D의 후속모델이다. 캐논이 발매한 EOS 시리즈 DSLR 최초로 정전식 터치스크린을 장착하였으며, 상용감도 12800으로 600D보다 여러모로 발전한 기종이다. 이미지 센서는 550D, 600D, 60D, 7D에 탑재되었던 1800만 화소 APS-C CMOS 센서를 탑재하였다. 대한민국에서는 18-55mm f3.5-5.6 IS II 렌즈와 함께 셋트로 한화 약 1,178,000 원으로 구매가 가능하며, 일본과 미국에서는 새롭게 개발된 18-135mm f/3.5-5.6 IS STM 렌즈와 함께 미화 약 1,199 달러, 엔화 약 129,799 엔으로 구매 가능하다. EF-S 18-135mm f/3.5-5.6 IS STM 렌즈는, 캐논이 새로 개발한 고성능 저소음 포커싱 기술인 STM(Stepping Motor)이 탑재되었으며, 대한민국에서는 7월에 발매되었다. 650D에 STM 탑재 렌즈를 사용할 시, 하이브리드 CMOS AF기술과 연계되어 동영상 촬영 중에도 저소음의 Servo AF를 구현할 수 있다. 일본에서 판매되는 이름은 Canon EOS Kiss X6i, 북미에서는 Canon EOS Rebel T4i이다. 경쟁 모델로는 소니의 A55와, 니콘의 D5000 등이 있다.

## 600D보다 향상된 기능
- 정전식 터치스크린 LCD 채용
- 하이브리드 CMOS AF기술 채용
- 상용감도 ISO 12800 확장감도 ISO 25600 지원
- 최고 연사속도 5fps로 개선
- 전 측거점(9개)이 모두 크로스 측거점이며, 이는 엔트리 DSLR로 분류되는 기종 중 최초이다.
- DIGIC 5 엔진 탑재
- 베이직 존 모드 다이얼에 2가지 모드(HDR역광보정, 삼각대 없이 야경촬영)가 추가
- 새로운 필터 효과 추가(유화, 수채화 효과)

## EF-S 18-135mm f/3.5-5.6 IS STM 렌즈
이 카메라와 함께 북미, 일본에서 제공되는 EF-S 18-135mm f/3.5-5.6 IS STM 렌즈는 캐논이 새로 개발한 고성능 저소음 포커싱 기능인 STM(Stepping Motor)기능이 탑재되어 있다. STM 채용 렌즈는 타 렌즈에 비해 AF 작동 시 소음이 적으며, 그 기동 또한 더욱 부드럽다. 또한, Servo AF를 하이브리드 CMOS AF가 채용된 바디로 동작 시, 정확하고 조용한 포커싱을 할 수 있다는 장점이 있다.(현재 EOS 650D가 이 기술을 채용하고 있다.) STM 기술을 채용한 또다른 렌즈로는 EF 40mm f/2.8 STM 렌즈가 있다. EF-S 18-135mm f/3.5-5.6 IS STM 렌즈는 대한민국에서 7월에 구매할 수 있으며, 렌즈 발매 후 650D와 EF-S 18-135mm f/3.5-5.6 IS STM 렌즈 셋트 제품이 나올 것으로 예상된다.

## 같이 보기
- 캐논
- 캐논 EOS
- 캐논 EF 마운트, 캐논 EF-S 마운트